# Piedra bruta
El término Piedra Bruta (también, piedra en bruto o piedra tosca) se utiliza en la masonería en alusión a un símbolo utilizado desde el grado de aprendiz. La expresión "desbastar la piedra en bruto" se refiere a la lucha incesante para eliminar las imperfecciones humanas, a fin de alcanzar el ideal de la piedra cúbica de punta.[cita requerida]

## Etimología depiedra
Una piedra (del lat. petra, a su vez del griego pétros) es aquella sustancia mineral, dura y compacta que no es terrosa ni de aspecto metálico, que forma la corteza del globo. La mineralogía la define como una sustancia mineral sólida e incombustible, poco maleable e insoluble en el agua; se compone de óxido o sales metálicas, y su carácter distintivo es el oxígeno.[cita requerida]

## Interpretación masónica
La Piedra Bruta es la base fundamental de los edificios y, por lo mismo, se aplica esta denominación en la masonería a los principios sobre los cuales descansa la Orden. Esta expresión se usa también en sentido figurado y se dice que el Venerable Maestro es la piedra angular de la logia.[cita requerida]
La piedra bruta es el emblema de la piedra informe e irregular que desbastan los aprendices. Una piedra bruta está lista para ser trabajada, y, según el talento del pedrero, puede convertirse en una obra de arte o en la piedra cúbica que será parte de la estructura del edificio social.[cita requerida]
La piedra en bruto es el símbolo de la edad primitiva y del ser humano (hombre/mujer) sin instrucción en estado natural, pero que tiene todos los potenciales para poder evolucionar.[cita requerida]

## La interpretación simbólica
Ya que la arquitectura constituye una de las bases principales de los símbolos masónicos, la piedra tiene en ellos abundante representación. Entre ellas simboliza todas las obras morales y todo lo material de la inteligencia que se emplea para los fines masónicos, y recibe diversas denominaciones:
- La piedra angular es la que hace esquina en un edificio, juntando y sosteniendo dos paredes. Por lo general, son bloques rectangulares, que se solapan de modo que ambas paredes quedan entrelazadas y por lo mismo, en la masonería, se considera como tal los principios sobre los cuales descansa la orden.[cita requerida]

- La piedra fundamental es aquella que se pone primero, al comienzo mismo de la construcción de un edificio (y por ello se le llama también "primera piedra"). Comúnmente, se ubica en una esquina; para el caso del aprendiz, se lo ubica en su iniciación en la esquina al nororiente de la logia.[cita requerida]

- La piedra de clave o "clave" es la piedra que remata un arco o bóveda en su centro, sin la cual éstos se desmoronarían.[cita requerida]